# Pyrrhalta luteola
Pyrrhalta luteola là một loài bọ cánh cứng trong họ Chrysomelidae. Loài này được Muller miêu tả khoa học năm 1766.

## Hình ảnh

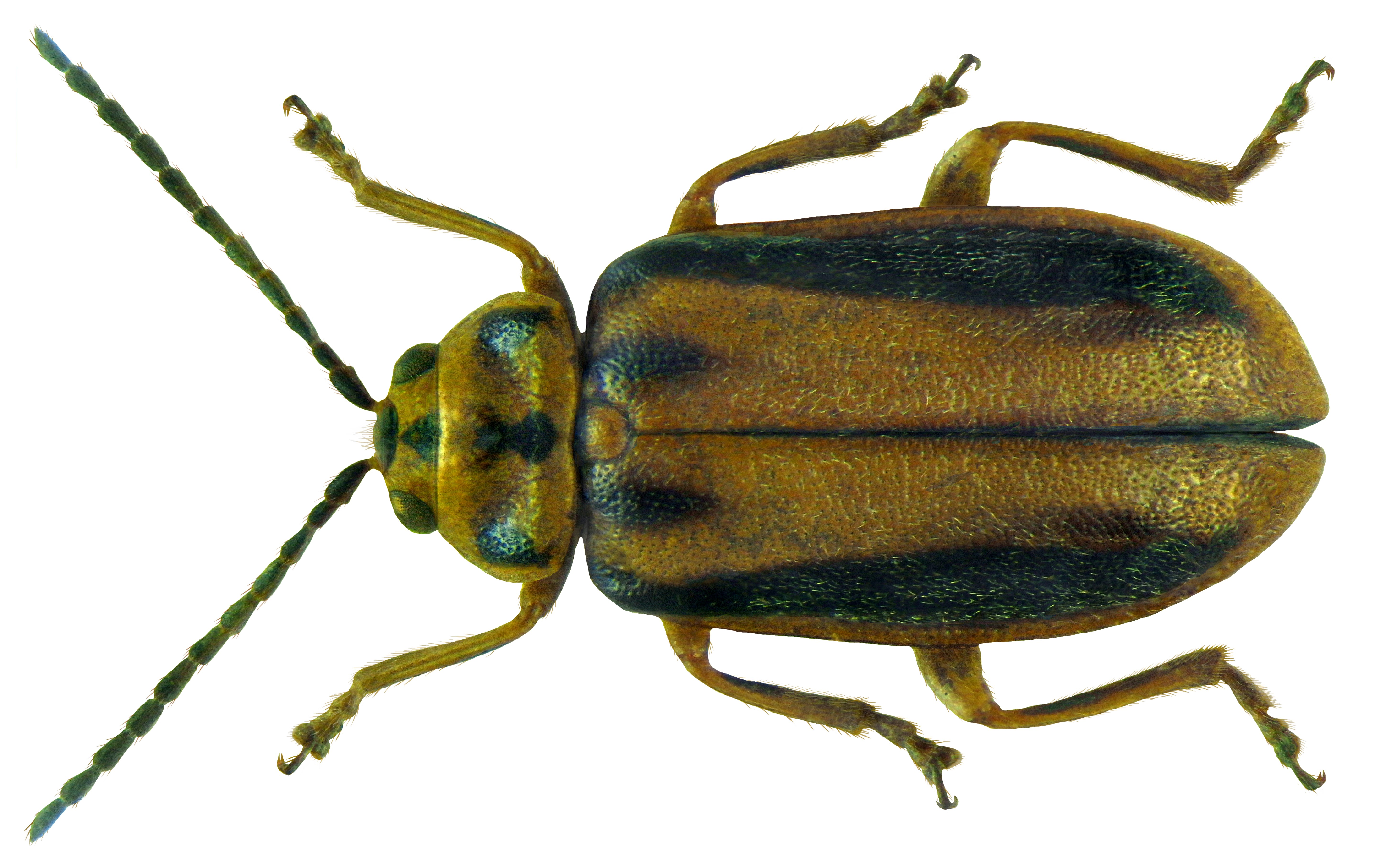